# Мбея
Мбе́я (англ. Mbeya) — місто на південному заході Танзанії. Є адміністративним центром однойменних регіону та округу. Населення — 352 511 осіб (станом на 2009 рік).

## Географія
Місто розташовано у південно-західній частині країни, неподалік від кордону з Замбією та Малаві. Мбея розміщена на висоті від 1600 до 2400 метрів над рівнем моря, біля західних розгалужень гір Кіпенгере. Містом протікають вісім річок: Сісімба, Нзовує, Імета, Хамзіа, Мфвізімо, Сімба, Нкванана та Нсалага. Дві останні впадають до річки Руаха.

### Клімат
Місто знаходиться у зоні, котра характеризується вологим субтропічним кліматом. Найтепліший місяць — листопад із середньою температурою 20 °C (68 °F). Найхолодніший місяць — липень, із середньою температурою 14.4 °С (58 °F).
| Клімат Мбеї             | Клімат Мбеї | Клімат Мбеї | Клімат Мбеї | Клімат Мбеї | Клімат Мбеї | Клімат Мбеї | Клімат Мбеї | Клімат Мбеї | Клімат Мбеї | Клімат Мбеї | Клімат Мбеї | Клімат Мбеї | Клімат Мбеї |
| Показник                | Січ.        | Лют.        | Бер.        | Квіт.       | Трав.       | Черв.       | Лип.        | Серп.       | Вер.        | Жовт.       | Лист.       | Груд.       | Рік         |
| Абсолютний максимум, °C | 27          | 30          | 26          | 26          | 26          | 26          | 26          | 28          | 31          | 31          | 31          | 30          | 31          |
| Середній максимум, °C   | 22          | 22          | 22          | 22          | 22          | 21          | 21          | 22          | 25          | 26          | 26          | 25          | 23          |
| Середня температура, °C | 17          | 17          | 17          | 17          | 16          | 14          | 14          | 15          | 18          | 19          | 19          | 19          | 17          |
| Середній мінімум, °C    | 13          | 13          | 13          | 12          | 11          | 8           | 7           | 8           | 11          | 12          | 13          | 13          | 11          |
| Абсолютний мінімум, °C  | 10          | 10          | 7           | 8           | 5           | 2           | 2           | 3           | 6           | 7           | 8           | 10          | 2           |
| Норма опадів, мм        | 190         | 150         | 150         | 110         | 10          | 0           | 0           | 0           | 0           | 10          | 50          | 130         | 850         |
| Днів з дощем            | 10          | 10          | 9           | 7           | 1           | 0           | 0           | 0           | 0           | 1           | 4           | 9           | 55          |
| Вологість повітря, %    | 78          | 77          | 78          | 77          | 71          | 66          | 62          | 59          | 55          | 56          | 60          | 72          | 68          |
| ----------------------- | ----------- | ----------- | ----------- | ----------- | ----------- | ----------- | ----------- | ----------- | ----------- | ----------- | ----------- | ----------- | ----------- |
| Джерело: Weatherbase    |             |             |             |             |             |             |             |             |             |             |             |             |             |

## Історія
Мбею було засновано у 1920-их роках як місто старателів (ще 1905 року ті місця були охоплені «золотою лихоманкою»). До 1961 року Мбея перебувала у складі британської Танганьїки, після чого було проголошено незалежність країни. З 1964 року, після об'єднання Танганьїки з Занзібаром, місто — у складі Танзанії.
1969 року почалось будівництво залізниці TAZARA Railway, що проходить Мбеєю.

## Адміністративний поділ
Мбея поділяється на 36 районів, а ті, у свою чергу, на 180 вулиць.

## Економіка
Місто є великим торговим центром. В околицях розвинене тваринництво й рослинництво. Вирощуються рис, банани, маїс і томати. За оцінками, третина жителів міста займається сільським господарством, 21 % зайняті на виробництві й заготівлі харчової продукції, а 43,4 % мають додатковий заробіток від вирощування сільгосппродукції, дрібної торгівлі й кустарного, домашнього виробництва. Ще 2,3 % — домашні працівники та інші групи населення.

## Освіта
Місто має кілька вищих навчальних закладів. Середи них: Університет Теофіла Кісанджі, Мбейський інститут науки і технологій, Університет Мзумбі, Танзанійський інститут бухгалтерського обліку та Інститут досліджень сільського господарства.

## Транспорт
Містом проходить залізниця TAZARA, що поєднує Танзанію з Замбією. Також у місті є аеропорт.

## Спорт
Місто має свій футбольний клуб «Танзанія Прізонс», що виступає в Прем'єр-лізі Танзанії. Тренування відбуваються на міському стадіоні «Сокойне».